# Baeoura schachti
Baeoura schachti är en tvåvingeart som beskrevs av Mendl 1986. Baeoura schachti ingår i släktet Baeoura och familjen småharkrankar. Inga underarter finns listade i Catalogue of Life.